# 大本德 (紐約州)
大本德（英語：Great Bend）是位於美國紐約州傑佛遜縣的普查規定居民點。

## 人口
根據2020年美國人口普查的數據，大本德的面積為15.24平方千米，當中陸地面積為15.00平方千米，而水域面積為0.24平方千米。當地共有人口807人，而人口密度為每平方千米52.95人。